# Coraciidae
I Coracidi (Coraciidae Rafinesque, 1815) sono una famiglia di uccelli coraciformi noti comunemente come ghiandaie marine, con generi diffusi nel vecchio mondo, arboricoli, e caratterizzati dal becco uncinato e le dita anteriori libere.

## Etimologia
Il loro nome deriva dall'aggettivo latino coracinus (a sua volta derivante dal greco kórax (corvo)) e da formis (a forma di), perché hanno teste e becchi grandi e corpi compatti proprio come i corvi.

## Descrizione
Le ghiandaie somigliano ai corvi in taglia e struttura, misurando circa 27–29 cm in lunghezza, e condividono l'aspetto colorito dei martin pescatori e dei gruccioni, con predominanza di livree blu, rosate e cannella. La loro morfologia generale è simile a quella dei parenti nell'ordine dei coraciiformes, con capi massicci su colli corti, piumaggio sgargiante, zampe deboli e corte. Le dita mediane sono collegate tra di loro per buon tratto; la debolezza delle loro zampe trova riscontro nel loro comportamento: non saltellano né si muovono lungo i trespoli e di rado usano le zampe oltre che per inseguire le prede a terra sobbalzando. Il becco è robusto, più corto e massiccio nel genere Eurystomus, i cui membri sono conosciuti come ghiandaie beccogrosso. I loro becchi differiscono da quelli del genere Coracias anche per i colori sgargianti, dove nei Coracias sono neri. Altre differenze tra i due generi risiedono nella lunghezza delle ali: gli Eurystomus, più propensi al volo, hanno ali più lunghe e zampe più corte che nei Coracias: ciò riflette le differenze nella loro ecologia di nutrizione. Il loro canto è un breve e ripetuto gracchio rauco.

## Distribuzione e habitat
I Coraciidi abitano le zone più calde del vecchio mondo. L'Africa possiede la maggior parte delle specie, e si crede che la famiglia si sia originata da qui. Questa teoria è supportata dal fatto che le parenti ghiandaie terricole sono endemiche del Madagascar. La ghiandaia marina eurasiatica (Coracias garrulus) è un uccello completamente migratorio, che sverna in Africa e si riproduce in Europa. Anche la ghiandaia marina orientale (Eurystomus orientalis) lascia quasi completamente il suo areale riproduttivo in inverno. Altre specie sono sedentarie o migratorie a corto raggio. Popolano habitat ricchi di alberi o altri appigli da dove lanciarsi sulla preda.

## Biologia

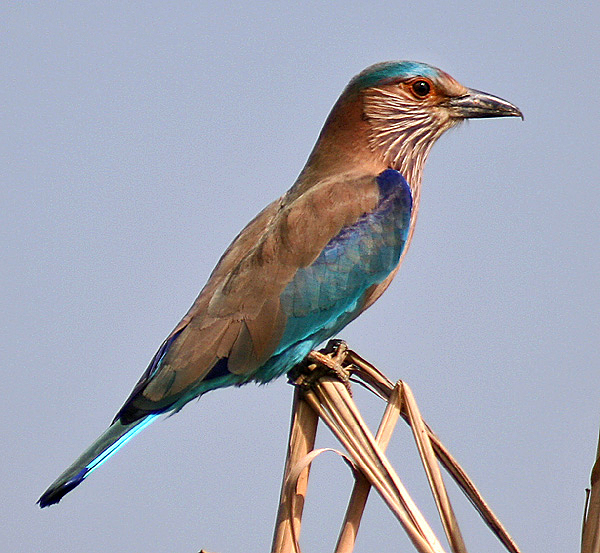
Ghiandaia marina indiana
(Coracias benghalensis)

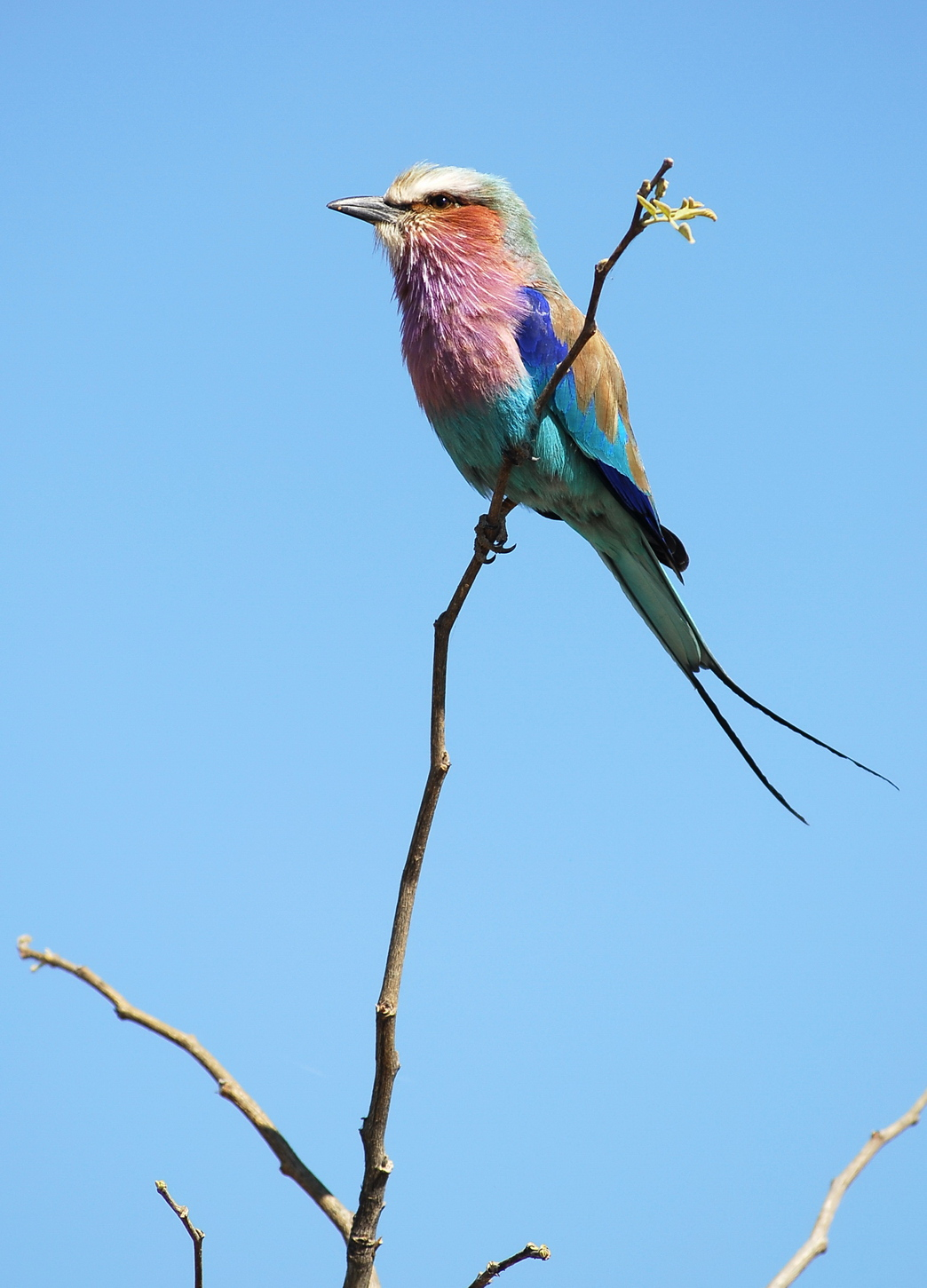
Ghiandaia marina pettolilla
(Coracias caudatus)

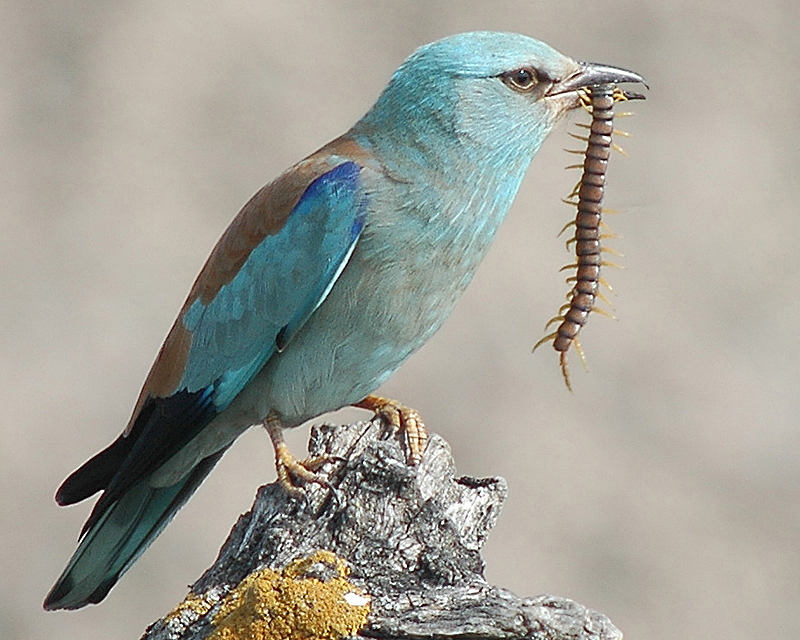
Ghiandaia marina eurasiatica
(Coracias garrulus)

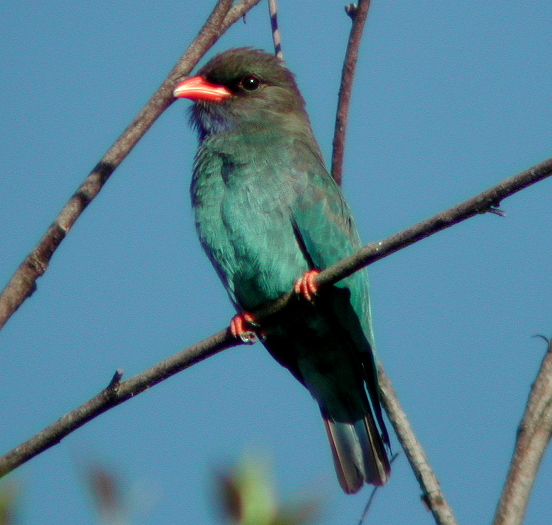
Ghiandaia marina orientale
(Eurystomus orientalis)

Le ghiandaie sono molto chiassose ed aggressive nella difesa dei territori di nidificazione, che perlustrano sfoggiando il piumaggio mozzafiato e attaccando gli intrusi con tuffi roteanti intimidatori. Sono monogami e costruiscono il nido in buchi nei tronchi degli alberi o nelle intercapedini dei muri, e depongono tra le due e le quattro uova ai tropici, e da tre a sei a più alte latitudini. Le uova, bianche, si schiudono dopo 17-20 giorni, e i pulcini rimangono nel nido per circa 30 giorni.  La deposizione è scaglionata a intervalli giornalieri in modo da garantire la sussistenza degli uccellini nati prima se dovesse presentarsi una condizione di scarsità di cibo. I pulcini nascono nudi, ciechi e bisognosi di cure.
Le ghiandaie del genere Coracias sono cacciatrici da agguato: stanno appollaiate sugli alberi o su altre postazioni in attesa delle prede che riportano sul trespolo prima di cibarsene. Si nutrono di una vasta gamma di invertebrati terrestri e piccoli vertebrati come rane, lucertole, roditori e piccoli uccelli. Non disdegnano prede evitate da altri uccelli come bruchi pelosi, insetti con colori di avvertimento e serpenti.
Le specie del genere Eurystomus si nutrono in volo.

## Tassonomia
La famiglia dei Coracidi è una delle 6 nell'ordine dei Coraciiformes, che include anche Momotidae, Meropidae, Todidae, Brachypteraciidae e Alcedinidae.
Comprende i seguenti generi e specie:
- Coracias Linnaeus, 1758
  - Coracias garrulus Linnaeus, 1758  - ghiandaia marina eurasiatica
  - Coracias abyssinicus Hermann, 1783 - ghiandaia marina d'Abissinia
  - Coracias caudatus Linnaeus, 1766 - ghiandaia marina pettolilla
  - Coracias spatulatus Trimen, 1880 - ghiandaia marina codaracchetta
  - Coracias naevius Daudin, 1800 - ghiandaia marina caporossiccio
  - Coracias benghalensis (Linnaeus, 1758) - ghiandaia marina indiana
  - Coracias temminckii (Vieillot, 1819) - ghiandaia marina aliviola
  - Coracias cyanogaster Cuvier, 1816 - ghiandaia marina panciablu
  - Coracias affinis Horsfield, 1840 - ghiandaia marina indocinese

- Eurystomus Vieillot, 1816
  - Eurystomus glaucurus (Statius Muller, 1776) - ghiandaia marina beccolargo
  - Eurystomus gularis Vieillot, 1819 - ghiandaia marina golazzurra
  - Eurystomus azureus Gray,GR, 1861 - ghiandaia marina violacea
  - Eurystomus orientalis (Linnaeus, 1766) - ghiandaia marina orientale